# كيه إتش تي إم إل
كيه إتش تي إم إل (بالإنجليزية: KHTML)‏ هو محرك تصميم لغة رقم النص الفائق HTML المطور من قبل مشروع كي دي إي KDE، وهو المحرك المستخدم من قبل متصفح الوب كنكرر والنسخة المعدلة منه وب كيت المستخدم في متصفح سافاري من أبل. KHTML مجاني ويُنشر تحت رخصة جنو العمومية الصغرى. يحتوي KHTML على دعم جيد لمعايير الوب، إذ أنه مبني على إطار عمل كيه بارت KPart ومكتوب بلغة سي++.
KHTML يعتبر أسرع من محرك جيكو، والذي يعتبر منافسه مفتوح المصدر الأول والمستخم في متصفحات فيرفكس وغيرهم. وعلى الرغم من هذا وبسبب كونه أقل انتشاراً، العديد من مواقع الإنترنت فشلت في دعم KHTML. جيميل Gmail كمثال، يعمل فقط في حالة إذا أبلغ عن نفسه للموقع أنه فيرفكس.